# South Park (videogioco)
South Park è un videogioco basato sulle prime due stagioni della serie televisiva animata South Park.
Il gioco è stato creato sul motore di gioco Turok 2 ed è stato pubblicato nel 1998 dalla Acclaim per PC, Nintendo 64 e PlayStation. Una versione brasiliana è stata pubblicata dalla Gradiente per Nintendo 64. C'erano progetti anche per una versione giapponese, che alla fine però fu cancellata. La Acclaim ne annunciò un sequel che sarebbe dovuto uscire nel 2000 ma il progetto non fu mai portato a termine a causa dello scarso successo. Il gioco è uno sparatutto in prima persona, in cui il giocatore controlla uno dei quattro personaggi principali della serie e difendere la città, con armi improvvisate, da un'improvvisa minaccia aliena.